# Grafenwörth
Grafenwörth osztrák mezőváros Alsó-Ausztria Tullni járásában. 2022 januárjában 3251 lakosa volt. 

## Elhelyezkedése

Grafenwörth a Tullni járásban

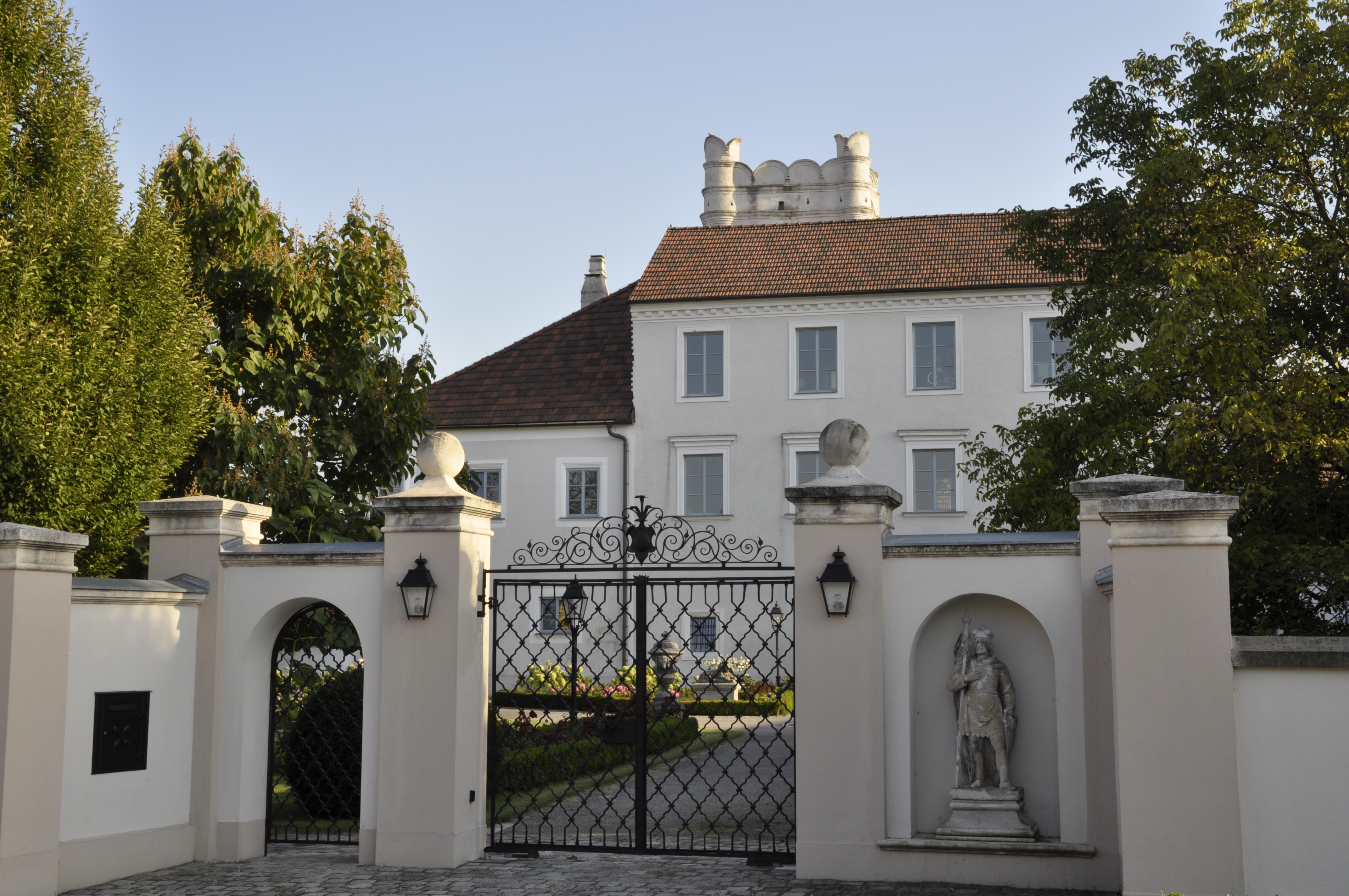
A seebarni kastély

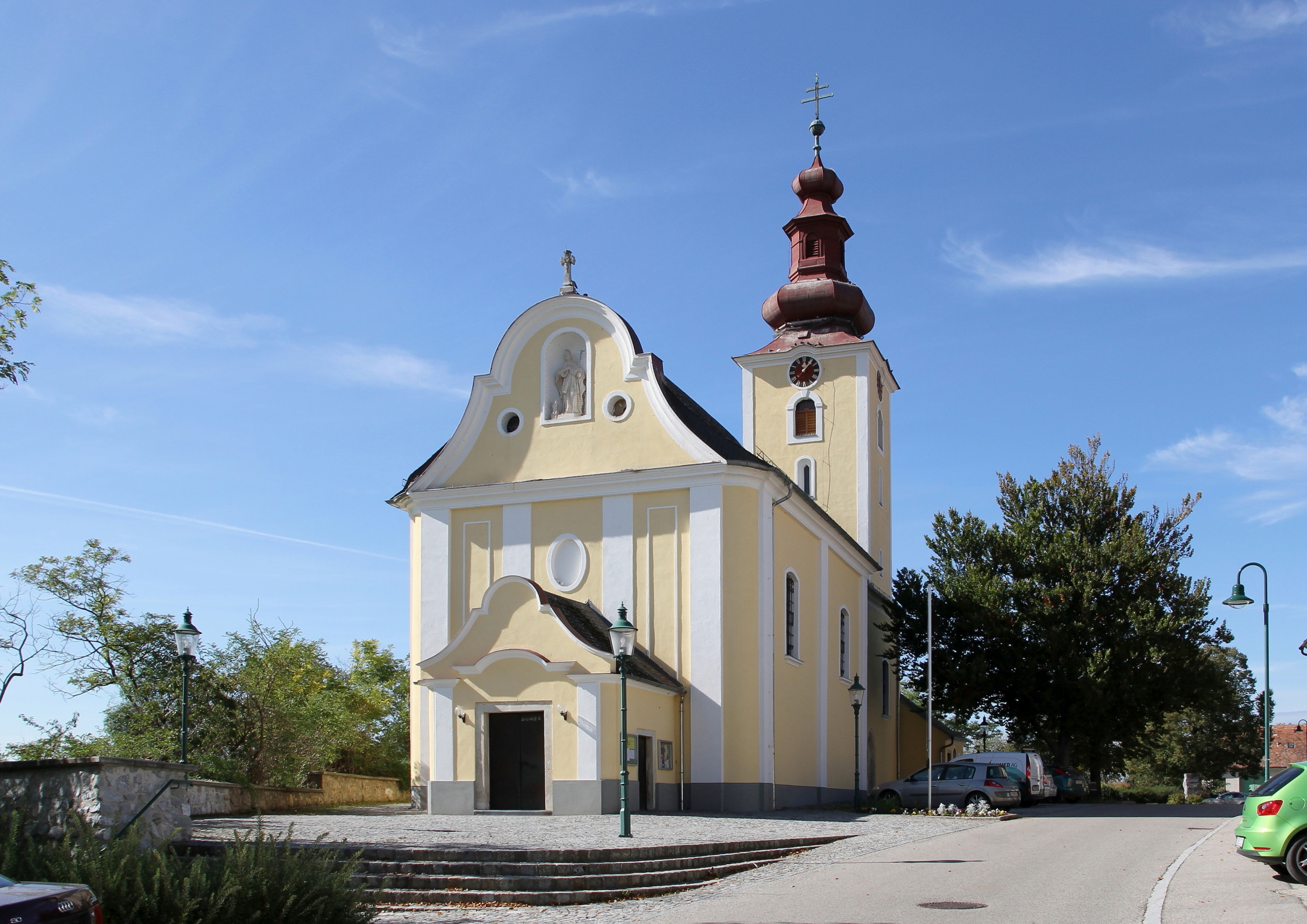
A feuersbrunni Szt. Egyed-plébániatemplom

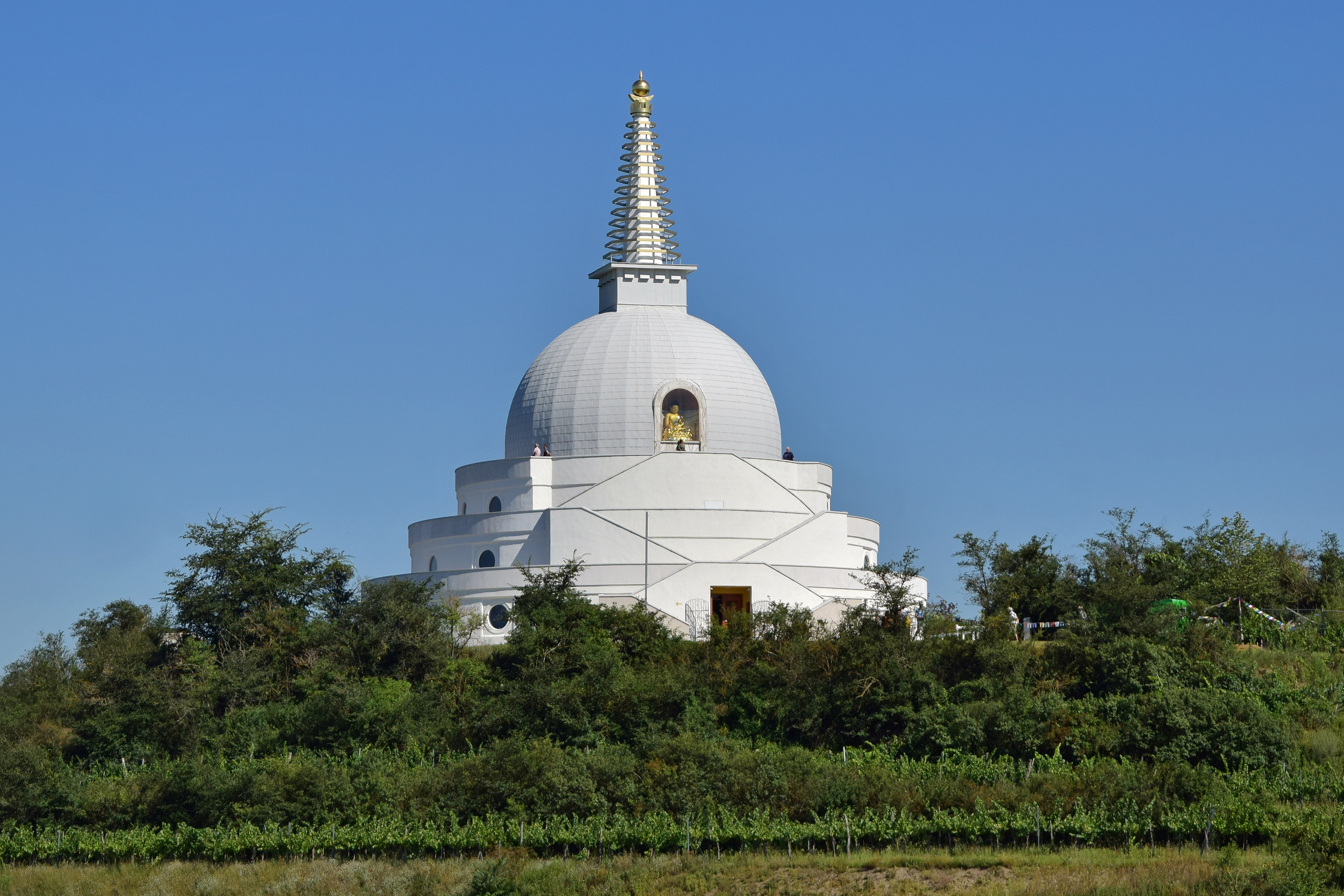
A wagrami sztúpa

Grafenwörth a tartomány Weinviertel régiójában fekszik a Duna mellékfolyói, a Kamp és a Mühlkamp mentén. Déli határát a Duna alkotja. Területének északi része a Wagram dombságához tartozik. Területének 19,3%-a erdő, 7,6% szőlő, 56% áll egyéb mezőgazdasági művelés alatt. Az önkormányzat 6 települést egyesít: Feuersbrunn (592 lakos 2022-ben), Grafenwörth (1383), Jettsdorf (347), St. Johann (176), Seebarn am Wagram (364) és Wagram am Wagram (389).
A környező önkormányzatok: északkeletre Fels am Wagram, keletre Kirchberg am Wagram, délre Zwentendorf an der Donau, délnyugatra Traismauer, nyugatra Grafenegg, északnyugatra Straß im Straßertale. 	

## Története
Grafenwörth területén a régészek az őskőkor végéről származó szerszámokat, állatcsontokat és tűzmaradványokat tártak fel. Bronzkori, kora vaskori, illetve kelta sírokat is találtak. A Wagram dombjain hat népvándorláskori germán gödörház maradványaira bukkantak. 
Nevét írásban először egy 1119/21-ből származó freisingi birtoklistán említik, ekkor még Wert formában. A 13. század végén már Graevenwerdeként ismerték. Várát már 1295-ben megemlítik, akkor birtokosai két fivér, Otto és Leo de Gravenwerde lovagok voltak. 1400-ban Vilmos osztrák herceg vásártartási (mezővárosi) jogot adományozott Grafenwörthnek. Várát 1645-ben, a harmincéves háborúban a svédek lerombolták és bár ekkor újjáépült, 1780-ban lebontották. 1833-ban a mezőváros 124 házában 190 család lakott. Rajtuk kívül 33 lovat, 19 ökröt, 131 tehenet, 11 birkát, 11 kecskét és 170 disznót írtak össze. A lakosság búzát, zabot, kukoricát, valamint szőlőt termelt.  
A Duna közelében fekvő települést többször is elöntötte az árvíz. Feljegyzések szerint 1670-ben és 1768-ban is teljesen elárasztotta a folyó. 2002-ben nagy károkat okozott a Kamp áradása. 
1971-ben Grafenwöerth és a szomszédos Feuersbrunn egyesült, felvéve a Grafenwörth-Feuersbrunn nevet. Egy évvel később Seebarn am Wagram is csatlakozott az önkormányzathoz, melyet visszaneveztek Grafenwörthre.

## Lakosság
A grafenwörthi önkormányzat területén 2022 januárjában 3251 fő élt. A lakosságszám 1981 óta gyarapodó tendenciát mutat. 2020-ban az ittlakók 94,8%-a volt osztrák állampolgár; a külföldiek közül 1,5% a régi (2004 előtti), 2,8% az új EU-tagállamokból érkezett. 0,3% az egykori Jugoszlávia (Szlovénia és Horvátország nélkül) vagy Törökország, 0,6% egyéb országok polgára volt. 2001-ben a lakosok 88,1%-a római katolikusnak, 1,1% mohamedánnak, 7,3% pedig felekezeten kívülinek vallotta magát. Ugyanekkor a legnagyobb nemzetiségi csoportot a németek (96,7%) mellett a magyarok alkották 16 fővel (0,6%).
A népesség változása:

| 2016 | 3 121 |
| 2018 | 3 132 |

## Látnivalók
- a Seebarn am Wagram-i kastély
- a grafenwörthi Szt. András-plébániatemplom
- a feuersbrunni Szt. Egyed-plébániatemplom
- a wagrami buddhista sztúpa

## Testvértelepülések
- Grafenwöhr (Németország)
- Serravalle Pistoiese (Olaszország)

## Fordítás
- Ez a szócikk részben vagy egészben  a   Grafenwörth című német Wikipédia-szócikk ezen változatának fordításán alapul.  Az eredeti cikk szerkesztőit annak laptörténete sorolja fel. Ez a jelzés csupán a megfogalmazás eredetét és a szerzői jogokat jelzi, nem szolgál a cikkben szereplő információk forrásmegjelöléseként.